# اچ‌دی ۳۷۱۲۴
اچ‌دی ۳۷۱۲۴ یک ستاره است که در صورت فلکی ثور قرار دارد.